# Sparviero (letadlová loď)
Sparviero byla italská letadlová loď z období druhé světové války. Nebyla nikdy dokončena.

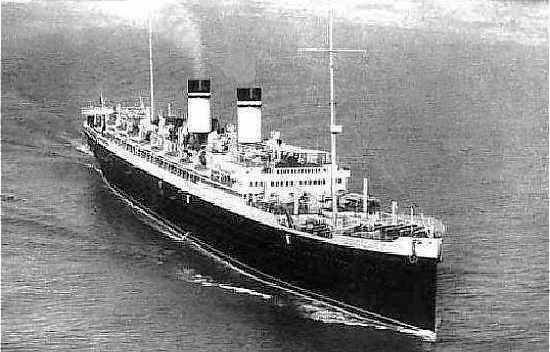
Augustus

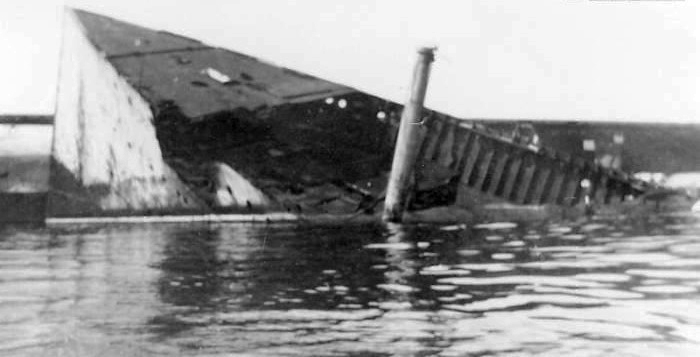
Vrak Sparviero v Janově

Původně šlo o pasažérskou loď Augustus (30 418 tun) z roku 1927. O přestavbě Augusta bylo rozhodnuto v roce 1936. Jelikož ale byly loděnice stále vytíženy, přestavba začala až v roce 1942 podle modifikovaného projektu. V té době se uvažovalo o jménu Falco, ale nakonec byla pojmenována Sparviero. Na rozdíl od Aquily měla Sparviero plnit spíše pomocné úkoly.
Z lodi měly být sejmuty nástavby a měla dostat letovou palubu v hladkopalubovém uspořádání, hangáry se dvěma výtahy, novou výzbroj a protitorpédovou obšívku, zatímco původní pohon zůstal beze změn. Původně měla nést výzbroj 6 x 152 mm, 4 x 102 mm a desítky kanónů lehčích ráží, v roce 1942 začala přestavba podle pozměněného projektu a počítalo se s 8 x 135 mm, 12 x 65 mm a 22 x 20 mm. Loď měla nést 34 letounů Reggiane Re.2001 OR (dříve byly pro tento účel upraveny stíhačky Fiat G.50), nebo 16 stíhacích letounů a 9 bombardérů.
Přestavba začala v Janovských loděnicích Ansaldo odstraňováním nástaveb lodi, ale v době italské kapitulace v roce 1943, loď obsadili Němci, kteří ji 5. října 1944 sami potopili. V roce 1946 byla vyzdvižena a následujícího roku sešrotována.